# كثرة الأصابع
العَنَش أو كثرة الأصابع (بالإنجليزية: Polydactyly)‏ هو تشوه خِلقي جسدي في البشر والكلاب والقطط ذات أصابع القدم أو اليد الزائدة. عديد الأصابع هو معاكس لقلة الأصابع (عدد أقل من أصابع القدم أو اليد).

## الأعراض والعلامات

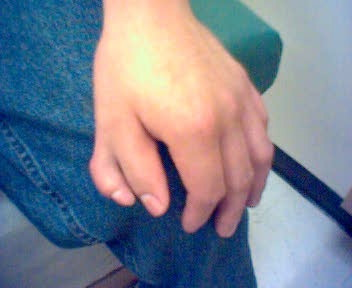
ذكر بالغ من العمر 27 سنة عنده إصبع سادس بجانب إبهامه الأيسر

عند البشر \الحيوانات تظهر هذه الحالة على يد واحدة أو على كلتا اليدين. يكون عادة الإصبع الإضافي نسيج رخو يمكن إزالته. يحوي أحياناً عظم بدون مفاصل; نادراً ما يكون كاملاً، إصبع فعّال. الإصبع الإضافي أكثر شيوعاً على جانب اليد الزندي (جانب الإصبع الصغير)، أقل شيوعاً على الجانب الكُعبري (جانب الإبهام)، ونادر جداً في الأصابع الثلاث المتوسطة. تُعرف هذه على التوالي بالعنش الخلف محوري (الإصبع الصغير)، قبل المحوري (الإبهام)، والمحوري (اصبع الخاتم والسبابة والوسطي). يكون الإصبع الإضافي غالباً تفرع من إصبع أساسي، أو نادراً ما تنشأ من المِعصم كإصبع عادي قائم. الحاصل على أعلى عدد من الأصابع في السجل العالمي هو اكشات ساكسينا من ولاية اوتار براديش، الهند. وُلد في 2010 مع 7 أصابع في كل يد و10 أصابع في كل قدم، بمجموع 34 إصبع.
نسبة حدوث تشوهات خلقية عند الأطفال حديثي الولادة تقريباً 2%، و10% من هذه التشوهات تشمل الأطراف العلوية. تُصنف التشوهات الخِلقية للطرف إلى سبع مجموعات، اقترحها فرانتز واورايلي وتم تعديلهان من قبل سوانسون، استناداُ إلى فشل جنيني سبّب مظاهر سريرية. هذه المجموعات هي: فشل في تشكيل أجزاء، فشل في التمايز، التضاعف، فرط النمو، قلة النمو، متلازمة نطاق الانكماش الخلقي، وتشوهات الهيكل العظمي بشكل عام. العنش ينتمي إلى مجموعة التضاعف.
بسبب وجود علاقة بين العنش وعدة متلازمات، يجب فحص الأطفال الذين يعانون من تشوه خلقي في الطرف العلوي من قبل اختصاصي في علم الوراثة عن تشوهات أخرى. وبالمثل إذا حصل اشتباه أو تأثر جيلين أو ثلاثة من العائلة. أظهرت الدراسات حدوث معظم التشوهات الخلقية خلال فترة الأسبوع الرابع من الفترة الجنيينية للتطور السريع للطرف. العنش يرتبط بـ 39 طفرة جينية. وسيتم تحديد مواضع أكثر تحديداً وآليات جينية مسؤولة أكثر عن اضطرابات التضاعف سيتم تعريفها مع الوقت، مع استمرار البحث الجزيئي. يقسم العنش إلى ثلاثة أنواع، ستجري مناقشتها أدناه.

### العنش الزندي

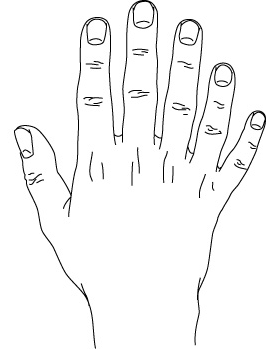
العنش خلف المحوري

هذا الوضع الأكثر شيوعاً، الإصبع الإضافي على الجانب الزندي لليد، يعني على جانب الإصبع الصغير. ويمكن تسميته أيضاً بالعنش الخلف محوري. يمكن أن يظهر نفسه بشكل متقن على سبيل المثال كقطعة صغيرة على الجانب الزندي للإصبع الصغير، أو بغاية الوضوح كإصبع كامل النمو. شائع جداً أن يكون الإصبع الإضافي بدائي، مكون من نهاية سلامية مع ظفر، وموصول لليد بقطعة جلد عنيقة. غالباً يمكن تحديد حزمة وعائية عصبية واحدة، مع عدم وجود أوتار في الإصبع الإضافي. يُظهر التضاعف عادة نفسه على مستوى المفصل السِنعي السُلامي في حالة الإصبع الإضافي كامل النمو. مضاعفة الإصبع الصغير ثلاث مرات نادرة جداً. يحدث العنش الزندي 10 مرات أكثر في الأعراق السوداء (الزنجية) والأكثر شيوعاً عند الشعوب الإفريقية. وتفيد التقارير بأن نسبة الإصابة عند الشعوب القوقازية 1من 1339 ولادة حية، مقارنة بـ 1 من 143 ولادة حية عند الأفارقة والأمريكيين من أصل إفريقي. العنش الزندي غالباً جزء من متلازمة. يحدث العنش وحده عند المرضى من أصل إفريقي، في حين ظهوره يرتبط بمتلازمة عند القوقازيين. تقريباً عند 14% من كل المرضى هذا النوع من العنش وراثي. عادة ما يمر بطريقة صبغية جسدية مع تعبير متغير ونفاذية غير مكتملة. فهو غير متجانس جينياً، وهذا يعني أن السبب ممكن أن يكون طفرات في جينات مختلفة. عندما يكون الإصبع الإضافي معنق من الممكن أن يكون متحرك تماماً; ومع ذلك الإصابات نادرة جداً ولم تُذكر حتى الآن.[بحاجة لمصدر]

### العنش الكُعبُري

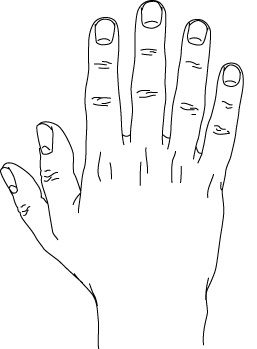
العنش قبل المحوري

هذه حالة أقل شيوعاً، مما يؤثر على جانب اليد باتجاه الإبهام. العنش الكُعبري يشير إلى وجود إصبع زائد (أو عدة أصابع) على جانب اليد الكُعبري. هو أكثر شيوعاً في الشعوب الهندية وهو ثاني اضطراب يد خلقي شائع. وتفيد التقارير بأن نسبة الإصابة بالعنش الكُعبري 1من كل 3000 ولادة حية. العلامات السريرية لالعنش الكُعبري تعتمد على مدى التضاعف.
العنش الكُعبري يختلف عن الطغوة الجلدية الكُعبرية التي بالكاد يمكن تمييزها لإتمام التضاعف. العنش ناحية الإبهام يختلف عن توسع السلامية القاصية لإتمام التضاعف في الإبهام شاملاً العظمة السنعية الأولى.
Radial polydactyly is frequently associated with several syndromes.
العنش الكُعبري مرتبط غالباً مع عدة متلازمات.

### العنش المحوري
هذه الحالة نادرة جداً، فيه الإصبع الإضافي على إصبع الخاتم أو السبابة أو الوسطي. من هذه الأصابع إصبع السبابة هو الأكثر تأثراً غالباً، بينما إصبع الخاتم نادر التأثر. هذا النوع من العنش يمكن أن يكون مرتبط بارتفاق الأصابع ويد فلحاء (مشقوقة) والعديد من المتلازمات. تعدد الأصابع المُرتَفِقة يقدم العديد من درجات ارتفاق الأصابع يؤثر بالأصابع الثالث والرابع.

## الأسباب

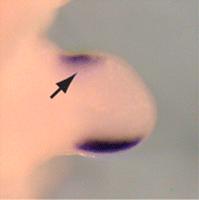
زائد الاصابع خلف المحوري: تعبير(shh)منتبذ، طفرة هيمينغواي، فأر، الطرف الأيمن الأمامي.

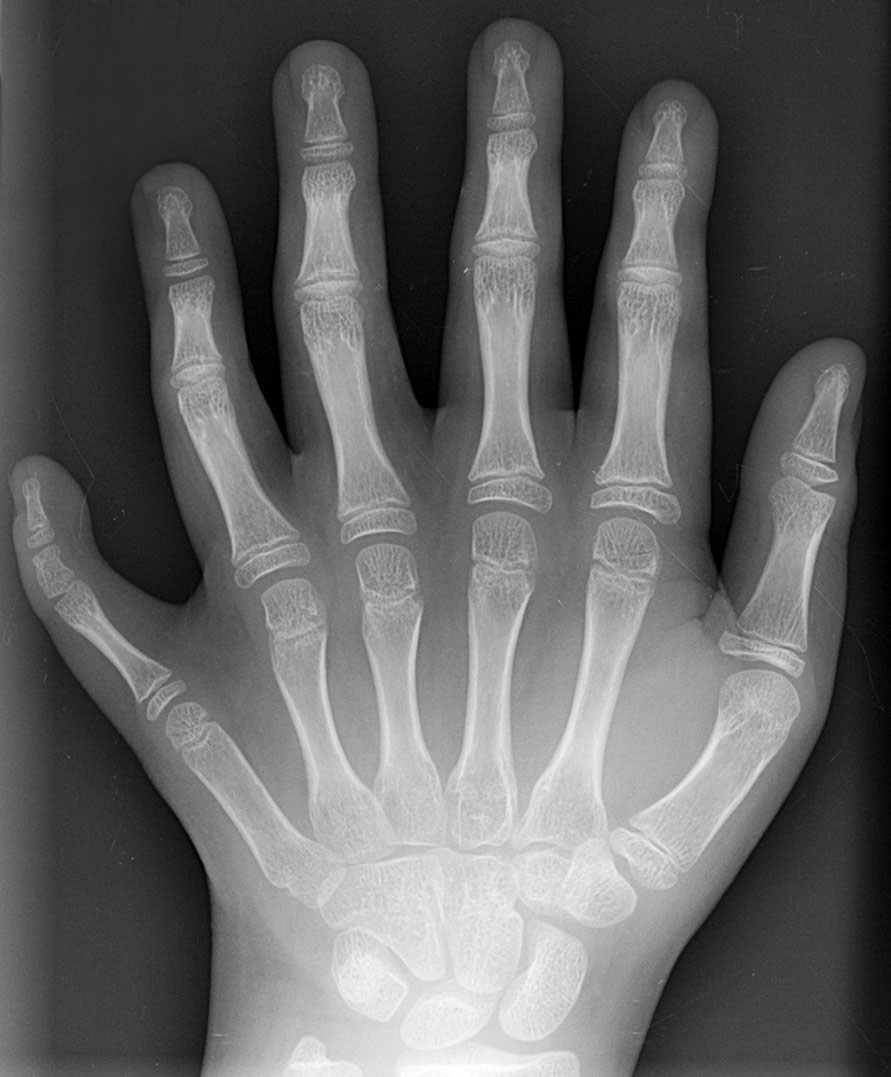

ؤالعنش مرتبط بالعديد من الطفرات، إما طفرة في الجين نفسه أو بعنصر تنظيمي مقترن مسؤول عن التعبير عن جين محدد. تفيد التقارير أن الطفرات في هوكسا (hoax) أو مجموعات هوكسد (hoxd clusters) تؤدي إلى العنش. تفاعلات hoxd13 وGL13 يحث synpolydactyly، يجمع بين الإصبع الإضافي والأصابع المندمجة. مسارات نقل الإشارات في هذا السياق هي ممر إشارة WNT أو ثلمة (شق).
في حالة محدد من العنش قبل المحوري (طفرة همنغواي)، طفرة الرابطة الفعالة تقريباً 1 ميغابايت من جين Shhالمنبع المقحم. عادة ما يعبر عن Shh في منطقة المنظم، تسمى منطقة نشاط الاستقطاب (ZPA)على الجانب الخلفي للطرف.من هناك تنتشر إلى الأمام والجانب باتجاه النمو في الطرف. في الطفرة، تعبير منتبذ أصغر في منطقة منظم جديدة تُرى في الجانب الخلفي للطرف. هذا التعبير المنتبذ يُسبب تكاثر الخلايا يوصل المواد الجديدة لإصبع أو عدة أصابع.
بالإضافة لدراسة الأسباب الجينية لنماذج أنماط العنش تُستخدم لتحفيز الاضطراب الخِلقي في الطرف، والقدرة على تفسير مسارات تطور العنش.
يمكن أن يحدث العنش وحده، أو أكثر شيوعاً كسمة واحدة من متلازمة تشوهات خِلقية. عندما تحدث وحدها ترتبط مع طفرات جسدية صبغية في جين واحد، مثال: هي ليست سمة متعددة العوامل. ولكن الطفرات في جينات متنوعة ممكن أن تؤدي إلى العنش. عادة ما ينطوي على الجين المتحور يتضمن التنميط التطوري وتنتج متلازمة من تشوهات خِلقية، حيث العنش سمة أو اثنتين منها.
الأنواع تشمل:
| الوراثة المندلية البشرية عبر الإنترنت | النوع        | Locus         |
| ------------------------------------- | ------------ | ------------- |
| 174200                                | Postaxial A1 | GLI3 at 7p13  |
| 602085                                | Postaxial A2 | 13q21-q32     |
| 607324                                | Postaxial A3 | 19p13.2-p13.1 |
| 608562                                | Postaxial A4 | 7q22          |
| 174400                                | Preaxial I   | ?             |
| 174500                                | Preaxial II  | SHH at 7q36   |
| 174600                                | Preaxial III | ?             |
| 174700                                | Preaxial IV  | GLI3 at 7p13  |

97 متلازمة جينية مرتبطة مع أنواع مختلفة من العنش.

### العنش الزندي
العنش الزندي يكون عادةً ثنائي الجانب (على كلتا اليدين مثلاً) ومرتبط مع ارتفاق الأصابع والعنش في القدمين. هذا قد يكون عنش بسيط أو معقد. يحدث العنش الزندي كحالة خِلقية منفصلة، ومن الممكن أيضاً أن يكون ضمن متلازمة. المتلازمات التي تحدث مع العنش الزندي هي: متلازمة جريج تَسَنُّمُ الرَّأسِ وارْتِفاقُ الأَصابِعِ العَنَشِيّ، متلازمة ميكل، متلازمة إليس-فان كريفيلد، متلازمة مس كويفتيك- كوفمان، متلازمة داون، متلازمة بارديه- بيدل، متلازمة سميث- ليملي- اوبتز.

### العنش الكُعبري
النوع السابع من العنش الكُعبري مرتبط مع عدة متلازمات: متلازمة هولت- اورام، فقر دم فانكوني: فقر الدم المتعلق بعدم التنسج في سن 6 سنوات، متلازمة تاونز- بروكس، متلازمة جريج تَسَنُّمُ الرَّأسِ وارْتِفاقُ الأَصابِعِ العَنَشِيّ.

### العنش المحوري
المتلازمات المرتبطة بالعنش المحوري:
متلازمة بارديه- بيدل، متلازمة ميكل، متلازمة باليستر- هول، متلازمة ليجويس، متلازمة هولت- اورام، أيضاً العنش المحوري ممكن أن يرتبط مع ارتفاق الأصابع واليد المفلوجة (المشقوقة).
متلازمات أخرى تتضمن العنش: متلازمة اكروكولوسال، متلازمة وحمة الخلايا القاعدية، متلازمة بيموند، متلازمة انعدام الأصابع- الأدمة الظاهرة عدم النتسج- الشفة الأرنبية، متلازمة اليد المرآة، متلازمة موهر، متلازمة الفم والوجه الرقمية، متلامة روبنشتاين- تايبي، ضلع قصير العنش واتحاد فاتيير (VATEER). ويمكن أن تحدث مع الإبهام ثلاثي السلاميات.

## التشخيص
التصنيف تم باستخدام التصوير بالأشعة السينية لرؤية بنية العظم.

### العنش الزندي

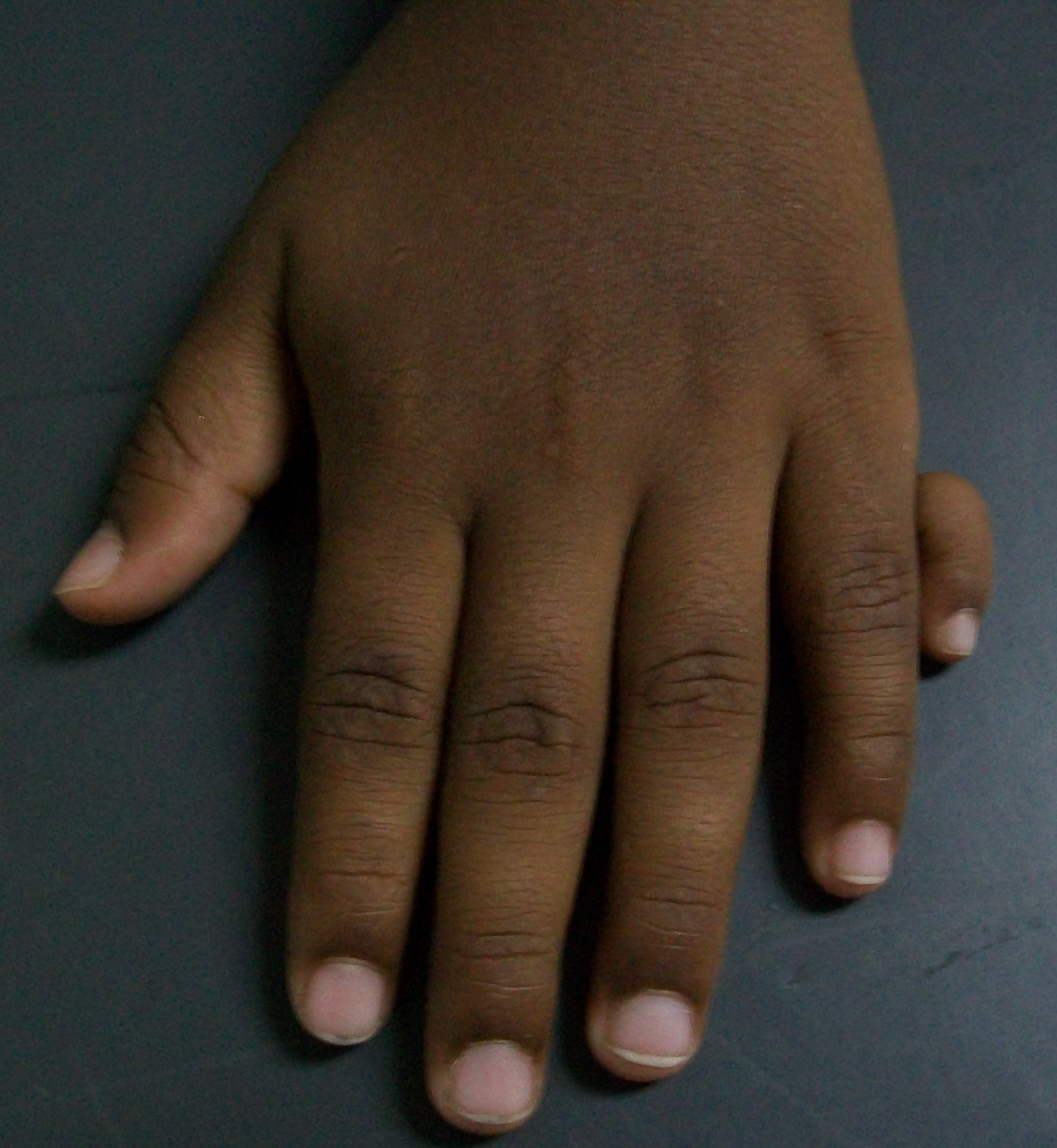
النوع الأول من العنش- إصبع إضافي مرتبط عن طريق الجلد والأعصاب.

تصنيف العنش الزندي يوجد 2 أو 3 أنواع: تصنيف الدرجتين نسبة إلى تيمتامي ومكيوسيك يتضمن من نوع أ وب. في نوع أ يوجد إصبع إضافي صغير على المفصل السِنعي السلامي أو دانٍ أكثر يتضمن المفصل الرسغي السِنعي. الإصبع الصغير من الممكن أن يكون ناقص التنسج أو مكتمل التطور. نوع ب يختلف من جزء صغير إلى إضافي، جزء صغير من إصبع غير فعال على عنيقة. أحياناً يكون هذا من إشعاع. ووفقاً لتصنيف الثلاث أنواع، النوع الأول يتضمن جزء صغير أو أصابع صغيرة عائمة، النوع الثاني يتضمن تضاعف عند المفصل السنعي السلامي، والنوع الثالث يتضمن تضاعف كل الشعاع.

### العنش الكُعبري
تصنيف وسل هو أكثر تصنيف مستخدم لالعنش الكُعبري، استناداً إلى التضاعف الأكثر قرباً. النوع الأكثر شيوعاً هو وسل 4 (تقريباً 50% من التضاعف) يليه وسل 2 (20%) ووسل 6 (12%).

### العنش المحوري
تصنيف العنش المحوري يستند إلى مدى من التضاعف ويتضمن الأنواع الثلاثة التالية: النوع الأول: التضاعف المحوري، غير مرتبط إلى الإصبع القريب بروابط عظمية أو رِباطيّة. في كثير من الأحيان لا تتضمن عظام، مفاصل، غضاريف، أو أوتار. النوع الثاني أ: تضاعف غير مرتفق لأصبع أو جزء من إصبع مع المكونات الطبيعية ويرتبط بسعة أو سنع مشقوق أو سلامية. النوع الثاني ب: تضاعف مرتفق لإصبع أو جزء من إصبع مع مكونات طبيعية ومرتبط بسعة وسنع مشقوق أو سلامية. النوع الثالث: تضاعف إصبع كامل، الذي لديه سنع متضاعف بشكل جيد.

## العلاج

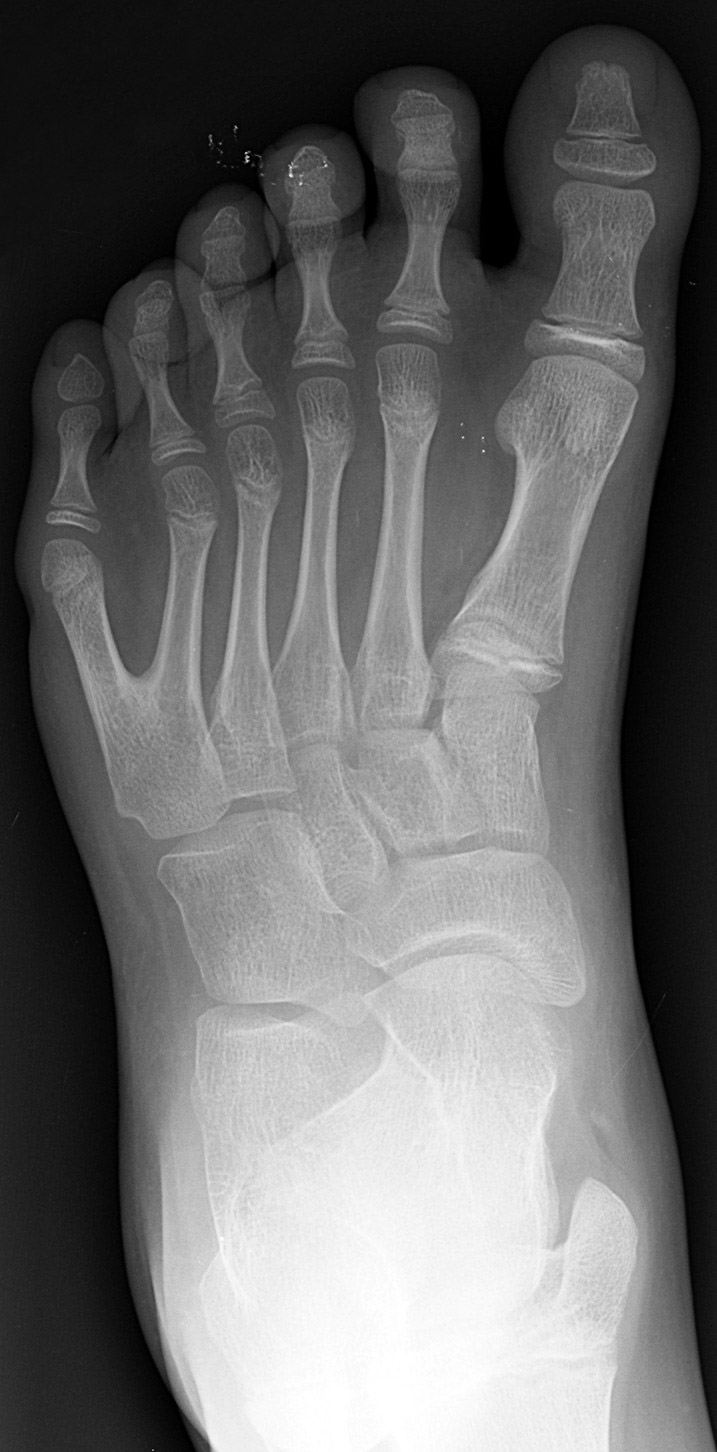
القدم اليسرى مع عنش خلف محوري للإصبع الخامس.

### العنش الزندي
العنش الزندي لا يتداخل عادةً مع وظيفة اليد، ولكن لأسباب اجتماعية يمكن معالجته جراحياً.

### النوع أ من العنش الزندي
العلاج لزائد لأصابع الزندي نوع أ هو معقد لأن هدفه إزالة الإصبع الملحق مع الحفاظ على ثبات ووظيفة الإصبع الصغير. عندما تتضاعف السلامية الأقرب ترتبط برأس سنعي واسع، الرباط الجانبي الزندي يجب أن يٌعتبر. في تلك الحالات مع ارتباط شائع أو مع السنع السادس العضلة تًعتبر مسؤولة عن تبعيد الإصبع الصغير (العضلة المبعدة للخنصر) يجب أن تُحفظ. مع المرضى ذوي الارتباط السنعي يتم عمل شق إهليليجي في قاعدة الإصبع بعد المحوري. هذا الشق يمكن تمديده للجانب الأقرب من أجل كشف العضلة المبعدة للخنصر بشكل كافٍ. الرباط الجانبي الزندي ومكان إدخال العضلة المبعدة للخنصر بعد ذلك رُفعت مع كم سمحاقي. قطع عرضي في الأوتار الباسطة والقابضة المتضاعفة إلى الإصبع الزندي وبعد أن يتم بتر الإصبع عند مكان ارتباطه المفصلي مع السِنعي. إذا كان سطح الارتباط المفصلي عريض يمكن حلقها (قصها). في النهاية الرباط الجانبي والعضلة المبعدة للخنصر يعاد دمجها في قاعدة السلامية القريبة للحفاظ عليها ويتم وضع سلك في المفصل المعاد بناؤه. عند المرضى ذوي التضاعف السنعي، الإصبع الملحق بُتر بطريقة الشعاع القياسية مع نقل للعضلة المبعد للخنصر إلى الإصبع المعاد.

#### النوع ب من العنش الزندي
في هذه الحالة هناك غياب للتراكيب العظمية والرباطية. التقنية الجراحية مماثلة لالعنش الزندي، حيث مستوى التضاعف والمكونات التشريحية ينبغي أن توجه المعالجة الجراحية. العنيق الإضافي الزندي ممكن أن تُزال بربط غرزة لوضع جسر الجلد لطفل حديث الولادة. هذا من الممكن أن يكون أسهل من استئصال الإصبع الزائد عندما يكون الطفل بعمر 6-12 شهر. الربط يسد التغذية الوعائية للإصبع المتضاعف، يؤدي إلى غرغرينا جافة ولاحقاً بتر ذاتي. هذا يجب أن يتم مع اعتبار تواجد حزمة وعائية عصبية، حتى في جسور الجلد الصغيرة. عندما يتم الربط بشكل غير مناسب من الممكن أن يعطي قطعة صغيرة زائدة. أيضاً، من الممكن أن يتطور ورم عصبي في مكان الندبة. الاستئصال من الممكن أن يمنع تطور القطعة الزائدة والحساسية بسبب الورم العصبي. للرضع ذوي العنش الزندي نوع ب العلاج الموصى به هو الربط في غرفة الحضانة لحديثي الولادة. أظهرت الدراسات أن استئصال الإصبع الزائد في غرفة حضانة الأطفال حديثي الولادة هي عملية بسيطة وآمنة مع ناتج سريري وتجميلي جيد.

### العنش الكُعبري
لأن مكونات أي من الإبهامين طبيعية، القرار يجب اتخاذه بدمج أي من العناصر لإيجاد أفضل إصبع مركب ممكن. بدلاً من بتر أكثر إبهام ناقص التنسج، لحفظ الجلد والظفر والأربطة والأوتار الجانبية بحاجة لزيادة الإبهام المتبقي. الجراحة موصى بها في السنة الأولى من الحياة، بشكل عام بين 9-15 شهر من العمر. الخيار الجراحي يعتمد على توع العنش.

#### عملية بيلهوت- كلوكيه
هذا النوع من العمليات موصى به لأنواع وسل 1 و2(في حالة أن كلا الإيهامين ناقصا التنسج) عن طريق بعض جراحي اليد الخِلقية. التقنية تتضمن بتر وتدي مركب للعظمة المركزية والنسيج اللين. هذا يمكن إنجازه بأسلوب (طريقة) النسيج الجانب لكل إبهام. الهدف هو الحصول على إبهام طبيعي، ما يهم الحجم، وهو أمر ممكن. إذا كان عرض الظفر أكبر من 70% من الإبهام المقابل، من الممكن فصله. ثم سوف يتم تصليح الظفر بدقة.

#### انفصال مع إعادة بناء الرباط الجانبي
هذه العملية تستخدم مع جميع أنواع وسل لزيادة الأصابع وهي التقنية الأكثر استخداماً. موصى بها مع كل حالات تضاعف الإبهام مع نقص التنسج، إبهام أقل وظيفة. وإلا يمكن اعتبار بيلهوت- كلاكيه. يُفضل أن يتم الاحتفاظ بالإبهام الزندي كما هو الأكثر تطوراً في أغلب الحالات. عن طريق فصل الرباط الجانبي الزندي من الجهة الأبعد إلى الأقرب، الكم السمحاقي يمكن حفظه. بهذه الطريقة الشريط الجانبي الزندي للإصبع الزندي سوف يعمل بغياب الرباط الجانبي الزندي للإبهام الزندي المحفوظ.
يتم تنفيذ رفعAPB وFPB في تضاعف وسل 4; هذا يمكن إكماله عن طريق السمحاق أو بشكل منفصل. كما أن الأوتار تدرج قريباً، الرفع يتم تنفيذه قريباً أيضاً يتم تنفيذه لإعادة توازن الإبهام الزندي، بعد بتر الإبهام الكُعبري، العناصر الزندية هي محورية ومثبتة مع سلك كيرشنر. في معظم الحالات، قطع العظم الطولي والعرضي بحاجة إلى مركزية الأجزء العظمية للإبهام الزندي. في حين يتم الاحتفاظ بالأنسجة اللينة للإبهام الكُعبري، الآن هو متصل بالجانب الكُعبري للإبهام الكُعبري مع كم سمحاقي. الـ APB وFPB للإبهام الكُعبري المفصول هو مربوط للسلامية البعيدة للتثبيت أكثر. إذا كان ضرورياً، عضلة الإبهام الباسطة وعضلة الإبهام القابضة يتم تثبيتها لتركيز مسارها.
في نوع وسل5و 6 يجب أن يتم نقل العضلة المقابلة للإبهام إلى السنعية الزندية. إعادة بناء النسيج اللين مع الرباط الجانبي تُستخدم لتجنب أي تشوه زاوي في الإبهام المحفوظ. محورية الوتر تُستخدم غالباً للتصحيح. ومع ذلك، الحالات مع التشوهات العظمية ممكن أن تحدث. لتوفير المواءمة، يجب أن يتم عمل خزوعات عظمية. هذه العملية من الممكن أن تحتاج ترقيع عظم، الذي يتم الحصول عليه الإبهام المقطوع.

#### عملية على رأس الرأب
هذا النوع محدد عندما يكون الإبهام أكبر في الجهة القريبة والإبهام الآخر مكوناته أكبر في الجهة البعيدة. (العملية بدايةً توصف كطريقة لإطالة الإصبع المبتور) الهدف هو لإنشاء إبهام فعّال عن طريق دمج المكونات الأقل تنسجاً. في عملية رأس الرأب نادراً ما تُستخدم كعلاج للتضاعف الإبهامي الخلقي. من الممكن أن تكون ضرورية لوسل 4,5,6.
عند مستوى السلامية القريبة المتوسطة أو السنع المتوسط، المكون البعيد يُنقل للمكون القريب. أربطة المكونات البعيدة حوفظ عليها كما هو في بتر بقية المكونات البعيدة. الحزمة الوعائية العصبية التي تغذي المكونات البعيدة الذي نُقلت واستُرجعت للأقرب.

### العنش المحوري
قطع العظم المبكر وإعادة بناء الأربطة يجب أن يتم لمنه التشوهات، مثلاً تشوهات النمو الزاوية.
العلاج الجراحي لالعنش المحوري متغير للغاية. بعد العملية يجب أن تكون اليد ثابتة وفعّآلة، ولكنها أيضاً ممتعة جمالياً. وهذا يتطلب الإبداع والمرونة أثناء العملية. يجب على الجراح اعتبار في ما إذا كان الإبقاء على كامل وظيفة آلة والأصابع الزائدة هو المفضل للمداخلة الجراحية. في المقابل، اليد ذات الأصابع الأربعة الفعّآلة وظيفياً تُحقق عن طريق بتر الإصبع قد يكون أفضل من يد ذات أصابع خمسة مع إصبع قاسِ معاد بناؤه أو مشوه.
الحالات متعددة ارتفاق الأصابع يُستخدم لها عن طريق شق متعرج قياسي معاكس. الشق يفضل باتجاه الإصبع الملحق، يحفظ الجلد الزائد للإغلاق اللاحق. يعتمد على مستوى ومدى التضاعف، الأوتار القابضة والباسطة ممكن تحتاج تمركز أو إعادة موازنة. أيضاً، الأربطة الجانبية يجب حفظها أو إعادة بناؤها. سطح مفصلي واسع يفضل تضييقه والخزعات العظمية في وتد السلامية ممكن أن تكون مطلوبة لتوفر اتجاه محوري، الانتباه يجب أن يكون أيضاً معطى لإعادة بناء الأربطة البين سنعية. علاوة على ذلك، ينبغي الأخذ في عين الاعتبار توفير أنسجة لينة بين الأصابع.

## توقعات سير المرض

### العنش الزندي نوع أ
لا يوجد هناك أية نتائج لدراسة موضوعية بشأن وظيفة هذه الأيدي بعد تدخل جراحي. والسبب الرئيس لذلك حقيقة أن هناك وظيفة طبيعية بشكل عام لأيدي هؤلاء المرضى يليه اجتثاث مع إعادة بناء الرباط الجانبي. في دراسة لـ27 مريض يخضعون لاستئصال جراحي لالعنش نوع أ، لوحظ واحد فقط من المضاعفات على شكل عدوى مع ذلك، لا يوجد من قبل المحققين مراجعة موضوعية للمدى الحركي الوظيفي أو ثبات المفاصل.

#### العنش الزندي نوع ب
في دراسة لـ21 مريض مصابين بالعنش الزندي نوع ب عولجت بربط الغُرز وجد أن الإصبع المضاعف مبتور بشكل مثالي بمعدل 10 أيام ولم يُذكر مضاعفات عدوى أو نزف. في دراسة كبيرة لـ 105 مريض عولجوا برط الغُرز ذكر فيها أنه كان معدل المضاعفات الكلي 23.5%، مشار إلى ألم متبقي أو نتوء غير متوقع بنسبة 16%، عدوى 6%، نزف عند 1% من المرضى. بشكل عام، ربط الغرز آمن وفعّال عندما يُطبق لحالات مناسبة لالعنش الزندي التي لا يوجد أجزاء عظمية أو رباطية مهمة موجودة داخل العنيق. يجب توعية الآباء في حال تطور نخر يمكن تنقيح الأنسجة المتبقية أو الندبة عندما يكون الطفل بعمر 6 أشهر أو أكبر.

### العنش الكُعبري

#### عملية بيلهوت
إيجابيات:
عند دمج إبهامين ناقصي التنسج يكون المطلوب حجم إبهام مناسب.علاوة على ذلك المفاصل بين السلامية والمفاصل السنعية السلامية ثابتة جداً كما أن الأربطة الجانبية لا يتم خرقها أثناء إعادة البناء. سلبيات: الخرق أثناء إعادة البناء يمكن أن يؤدي إلى وقف نمو أو نمو غير متماثل. تشوه الظفر يمكن أن يحدث أيضاً أثناء إعادة البناء. بالرغم من استقرار المفصل إعاقة الثني قد تكون ممكنة. معدل ثني مفصل بين السلاميات في إبهام معاد بناؤه 55 درجة أقل من الإبهام المقابل. معدل ثني المفصل السنعي السلامي 55 درجة في المفصل المعاد بناؤه، مقارنة بـ 75 درجة في الإبهام المقابل.

#### اجتثاث مع إعادة بناء الرباط الجانبي
إيجابيات:
المفاصل المعاد بناؤها تميل إلى البقاء مرنة. أيضاً، فإنه يحافظ على الظفر والأُنمية (قسم اعظم الطويل حيث يحدث نموه الطولاني)، هذا يزيد منع تشوهات الأظافر خلال الوقت. سلبيات: أيضاً يحاول الجراحون الحصول على إبهام ثابت بحجم مناسب، عدم ثبات المفاصل بين السلاميات والمفاصل السنعية السلامية، فضلاً عن عدم تطابق الحجم. الإبهام يكون غير مقبول إذا تجاوز ميل المفصل بين السلاميات 15 درجة، المفصل السنعي السلامي تجاوز ميله 30 درجة، وحجم الإبهام كان غير مناسب استناداً إلى تقييم المختص. أيضاً، حجم الإبهام أكبر أو أصغر بثلث من الإبهام المقابل يكون غير مقبول.

#### عملية على رأس الرأب
لا يوجد نتائج دراسات جراحية لتقييم وظيفة الإبهام بعد عملية إعادة بناء على رأس الرأب.

### العنش المحوري
موجود عدة دراسات نتائج سريرية فيما يخص علاج العنش المحوري. تادا وزملاؤه لاحظوا أن التصحيح الجراحي لمرض العنش المحوري صعب تحقيقه وأن نتائجه سيئة عموماً. في دراسة تادا تم استعراض 12 مريضًا. يتطلب جميع المرضى عملية جراحية ثانوية لمعالجة تفقعات الانثناء والانحراف الزاوي على مستوى المفصل بين السلاميات. ومع ذلك، عدة عوامل أولية تسهم في تعقيد إعادة بناء العنش المحوري. المفاصل والأنسجة اللينة ناقصة التنسج التي تُعَرِّض الإصبع المُعاد بناؤه لتفقع المفصل، والتشوهات الزاوية وكذلك التشوه المعقد للوتر، وغالباً ما يصعب معالجتها. لذلك المعالجة تعتمد كلياً على المكونات التشريحية الموجودة، درجة ارتفاق الأصابع ووظيفة الإصبع المتضاعف.

## الوبائيات

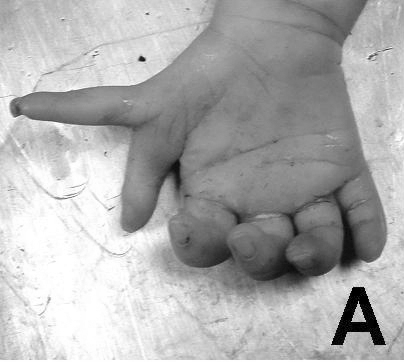
عنش قبل محوري

نسبة وقوع الحالة 1 في كل 500 ولادة حية. عنش اليد خلف المحوري هو اضطراب منعزل شائع في الأطفال الأفارقة السود، ويشتبه انتفال الصبغية الجسدية السائدة. العنش خلف المحوري يتكرر أكثر عند السود من البيض ويتكرر أكثر عند الأطفال الذكور. في المقابل، العنش خلف المحوري المشاهد عند الأطفال البيض عادةً يكون على شكل متلازمة ومرتبط بالترجمة الصبغية الجسدية المتنحية. في دراسة لفنلي et al. البيانات المجمعة من مقاطعة جفرسون، ألاباما، الولايات المتحدة، ومقاطعة أوبسالا، السويد. هذه الدراسة أظهرت نسبة وقوع جميع أنواع العنش لتكون 2.3 لكل 1000 في الذكور البيض، 0.6 لكل 1000 في الإناث البيض، 13.5 لكل 1000 في الذكور السود، و11.1 لكل 1000 في الإناث السود.

## الثقافة والمجتمع

### الناس مع العنش
- زيراح كولبورن، عالم الرياضيات الأمريكي معجز حسابية الرياضيات[41]
- جيما ارتيرون، الممثلة التي تألقت في أميرة برسيا وكوانتم اوف سوليس، ولدت بإصبع إضافي في كلتا اليدين، أزيلت الأصابع الإضافية عندما كانت طفلة.[42]
- آن بولين، الملكة السابقة لانجلترا، كانت تردد أنها تملك ست أصابع في يد واحدة. ومع ذلك، بالنظر إلى أن هذه الشائعات ظهرت لأول مرة في 1580م من منشق كاثوليكي، تعتبر عموما كاذبة.[43]
- هادفج صوفيا من السويد، أميرة السويد، تملك إبهامان في كلتا اليدين، بالرغم من أنها أخفتهما بذكاء.[44][45]
- انطونيو الفونسيكا، لاعب كرة قاعدة محترف معروف بـ «ال بولبو» كلمة إسبانية بمعنى «الأخطبوط» نسبة لإصبع السادس الإضافي.[46]
- هامبتون هاويس، عازف بيانو موسيقى الجاز، ولد بستة أصابع في كل يد (الأصابع الإضافية أزيلت بعد وقت قصير من الولادة).[47]
- هنري الثاني بيوس، أعلى دوق في بولندا 1238-1241
- روبرت تشامبرز، مؤلف موهوم لبقايا التاريخ الطبيعي للخلق، وشقيقه وليام: ستة أصابع في كل طرف.
- كماني هوبارد، صبي ولد بحالة نادرة من العنش، بـ12 إصبع يد و12 إصبع قدم، وكلها فعّآلة.[48]
- فارالاكشمي5، فتاة من بنغالور مع 8 أصابع في كل يد و4-5 أصابع تقريباً زائدة في كل قدم.[49]
- هريثيك روشان، ممثل في بوليوود ولد بإبهام زائد على يده اليمنى.
- نينثارا، ممثلة هندية، مع إصبع زائد في يدها اليسرى.
- غارفيلد سوبيرز، لاعب كريكيت من الغرب الهندي، عنده إصبع إضافي في كل يد أزالها أثناء طفولته «باستخدام مجموعة خيوط وسكين حاد»[50]
- داني غارسيا، بطل ملاكمة، يملك ستة اصابع على رجله اليسرى.
- زوجة ماو تسي- تونغ الثالثة جيانغ تشينغ تملك ستة أصابع على قدمها اليمنى.[51]
- درو كاري، ممثل وكوميدي، عنده ستة أصابع على قدمه اليمنى، وفقاص لسيرته الذاتية.
- يونادري هرنانديز غارديو، الملقب بـ" veinticuatro " (24 بالإسبانية)، لديه ستة أصابع متشكلة بالكامل على كلتا يديه وستة أصابع ممتازة على كل قدم.[52][53]
- كلب جيوتارست هوند البلوز الأمريكي من شيكاجو تايلور ولد بعنش على كلتا اليدين، بالرغم من أنه حوالي سن 41 أزال الإصبع الزائد على يده اليمنى.[54]
- فولجاجس دافتتش، شاعر روماني من القرن الأول، لُقب بلقب يدل على ستة أصابع، لأنه ولد بستة أصابع على كل يد، وفقاً لبليني.[55]
- البارون الأستيري يوهان جاكوب فرايهرفون موسكون (1621- 1661) مع ستة أصابع في يده اليسرى على صورة من بريزيسي وسلوفينيا.
- ستيفان الأول، أول ملك مسيحي من هنجاريا، ويُزعم أنه يملك ستة أصابع على كل يد، المعطف الملكي للأسلحة مزين بيد ذات أصابع ستة وشرف ستيفان.
- زكريا الدين، سيد بسبب العملية مدنياً.[55]
- كاثرين م فالنتين، كاتبة الخيال التأملي.

### العنش وشخصيات خيالية
- سلسلة دارك اوفر (1958- 2013) من قبل ماريون زيمر برادلي بملامح واضحة لأنواع ذات الستة أصابع تسمى تشيري. الإنسان- تشيري المخلوط سلالات وعائلات نتجت من مثل هذا الاقتران فيما بين أهم سلالات (بعضهم ورث يد بستة أصابع من أسلافهم).
- في الغواصة الصفراء، أحد المينايز (كائنات بحرية) الزرق يملك ستة أصابع في كل يد.
- الأميرة العروس (The Princess Bride) هو كتاب وفيلم مغامرة كوميدي الذي كان الوزير يعرف بـ تايرون روجن«الرجل ذي الأصابع الستة»، يملك ستة أصابع على يده اليمنى. [57]
- وداعاً بلدي المحظيية (Farewell My Concubine) 1993 هو فيلم صيني فيه الأم تخبر ابنها أنه لن يكن مقبولاً بين فرقة أداء الأولاد بسبب إصبعه الزائد. هي لديها إصبع إضفي مقطع نتيجة ذلك.
- كتيب البهلوان (The Contortionist's Handbook) 2002 لكريغ كليفنجر هو عن حياة جون دولان فنسنت، مستخدم للأدوية المزورة الذي ولد مع إصبع زائد على يده اليسرى.
- صمت الحملان (The Silence of the Lambs) 1988 لثوماس هاريس ملامح شخصية هانيبال ليكتر الذي يملك إصبع وسطي متضاعف على يده اليسرى. هذا التشوه الخلقي لم يصور أبداً في فيلم التكيف (adaptation).[56]
- Umineko: عندما بكوا 2007، هي أحجية جريمة قتل يابانية dōjin هي سلسلة لرواية مصورة ناعمة، أحد شخصياتها Kinzo Ushiromiya، اختير رئيساً للعائلة لأنه ولد بإصبع زائد-تعتبر علامة للحظ الجيد للعائلة- وجدت جثته المحروقة لاحقاً وتم التعرف عليها عن طريق الإصبع الإضافي على قدمه.
- جاتاكا (1997) فيلم خيال علمي حول العالم ويتم اختيار الأطفال المحتملين من خلال تشخيص قبل الزرع الوراثي للتأكد من أنهم يملكون أفضل الصفات الوراثية من الوالدين. وشوبرت امبرومتو تم تغييره بحيث لا يمكن اللعب فيه إلا عن طريق شخص يملك ستة أصابع في كل يد.
- The Chrysalids: (لقب الولايات المتحدة، إعادة ولادة 1955) كتبه جون ويندهام وهي رواية خيال علمي عن ما بعد نهاية العالم عند الثبات الجيني لذي تم رفعه لأعلى مستوى ديني، والبشر حتى مع أصغر طفرة تعتبر كفر ومن عمل الشيطان. أحد أهم الشخصيات، فتاة شابة تدعى صوفي، تبقي سرا حقيقة أن لديها ستة أصابع في كل قدم.[57]
- Monk 2002- 2009، يتميز بالمحقق أدريان مونك الذي فقد زوجته الحبيبة في انفجار سيارة ملغمة. مونك معظم السلسلة يبحث عن رجل بست أصابع الذي كان متورطاً في التفجير.
- Shigurui(2003- 2012) هو مانغا كتبه نرويو نانجو وتم إنتاجه بشكل برنامج رسوم متحركة (انيمي) تلفزيوني، Kogan Iwamoto، الغراند ماستر لـ Kogan-Ryuu Dojo يملك ستة أصابع على يده اليمنى. تقنيته " Nagare Boshi" رماية النجوم، معروفة ويخاف منها العديد من الساموراي.
- وقت المغامرة "Adventure Time" هو رسوم كرتونية متحركة كتبها بندالتون وارد، إحدى الشخصيات بطل قديم اسمه بيلي يملك ستة أصابع في كل يد.
- شلال الجاذبية "Gravity Falls" رسوم كرتونية متحركة كتبها اليكس هيرش، اليد اليسرى مع ستة أصابع هي رمز متكرر في العرض، والتي تظهر على الأخص على أغلفة المجلات 1 و2 و3. في الحلقة الموسم 2، «ليس ما يبدو»، تبين أن هذا يرجع المؤلف من المجلات، ستانفورد بينس، لديه 6 أصابع في كل يد، الغريب، بالرغم من أن شخصيات المؤلف توأم متماثل، الثاني لم يظهر علية العنش. الغريب الشخصية البالغة وجيدسون جليفول في جاذبية الشلال لهم خمسة أصابع بينما الأطفال لآخرين لهم والمراهقين لهم الأربع أصابع القياسية.
- في دوستوفيسكي الإخوة كارامازوف ابن غريغوري فاسيلوفش كوتوزوف ومارفا اجنياتافنا ولد مع ستة أصابع، مدمرة عن طريق المظاعر غير الطبيعية للطفل، غريغوري متردد لأنه تعمد استدعاء الطفل «حيرة الطبيعة». توفي الطفل في مرحلة الطفولة المبكرة تيجة مرض القلاع.
- في V. S. Naipaul's منزل للسيد بيسواس، عنوان الشخصية موهان بيسواس ولد بإصبع زائد، اعتبر نذير شؤم.
- الجزء الغير صادر من التعميد "Christening" يدور حلو شخصيات رئيسة اشتروا صحن مع بصمة قدم لطفل عليه لتقديمه له كهدية بمناسبة التعميد، غير مدركين أن الطفل له ستة اصابع في ك قدم.

## حيوانات أخرى

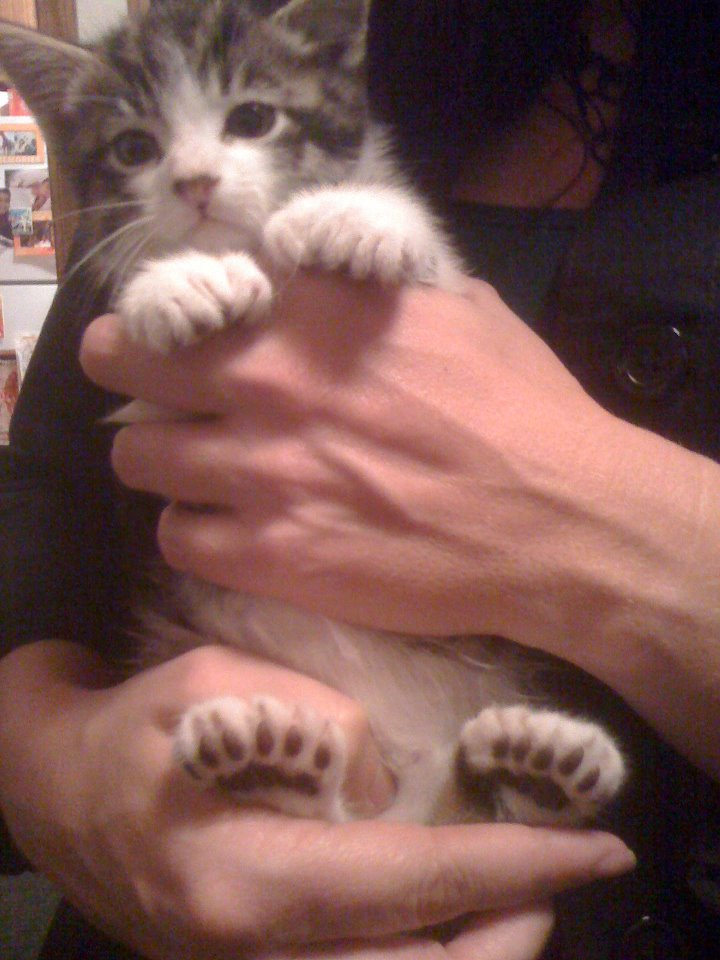
هريرة مع 23 إصبع

القطط لديها بشكل طبيعي خمسة أصابع للأقدام الأمامية وأربعة للخلفية. القطط العنش تملك أكثر، وهذا حالة شائعة متوسطة، خصوصاً في فئة قطط معينة. العنش سمة شائعة في عدة سلالات دجاج بما في ذلك سيلكيس Silkies.
عدة طفرات في جين LMBR1 في الكلاب والبشر والفئران يمكن أن تسبب العنش. تقرير 3014 حدد أن الفئران يمكنها أن تظهر العنش نتيجة طفرة في جين VPS25. الكلاب مثل كانيدس (عائلة كلاب) لديها بشكل طبيعي أربع أصابع على الأقدام الخلفية، الخامس يسمى عادة مخلب الندى وهو موجود عند سلالات كلاب مخصوصة، تشمل اللوند هوند النرويجيبة ووالبيرنيس العظيمة (Norwegian Lundehund and Great Pyrenees.).
كان يعتقد أن العنش شائع عند رباعيات الأرجل المبكرة، عدد الأصابع المتبقية للخمسة الشائعة على كل قدم حيوان امنيوي وأربعة لليد وخمسة للقدم في البرمائيات في العصر الكربوني المبكر; شاهد العنش في رباعيات الأصابع المبكرة.

## معرض صور

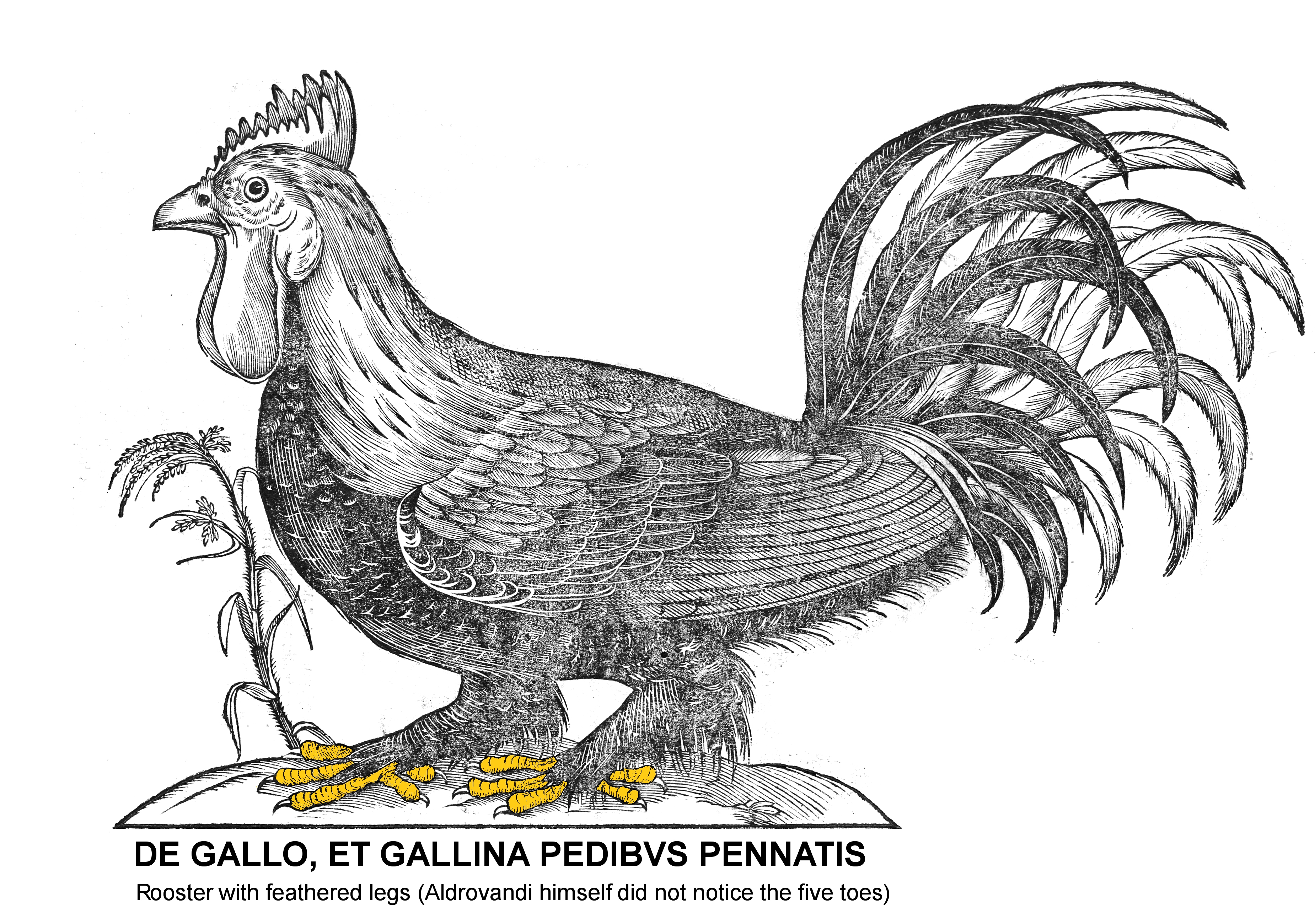
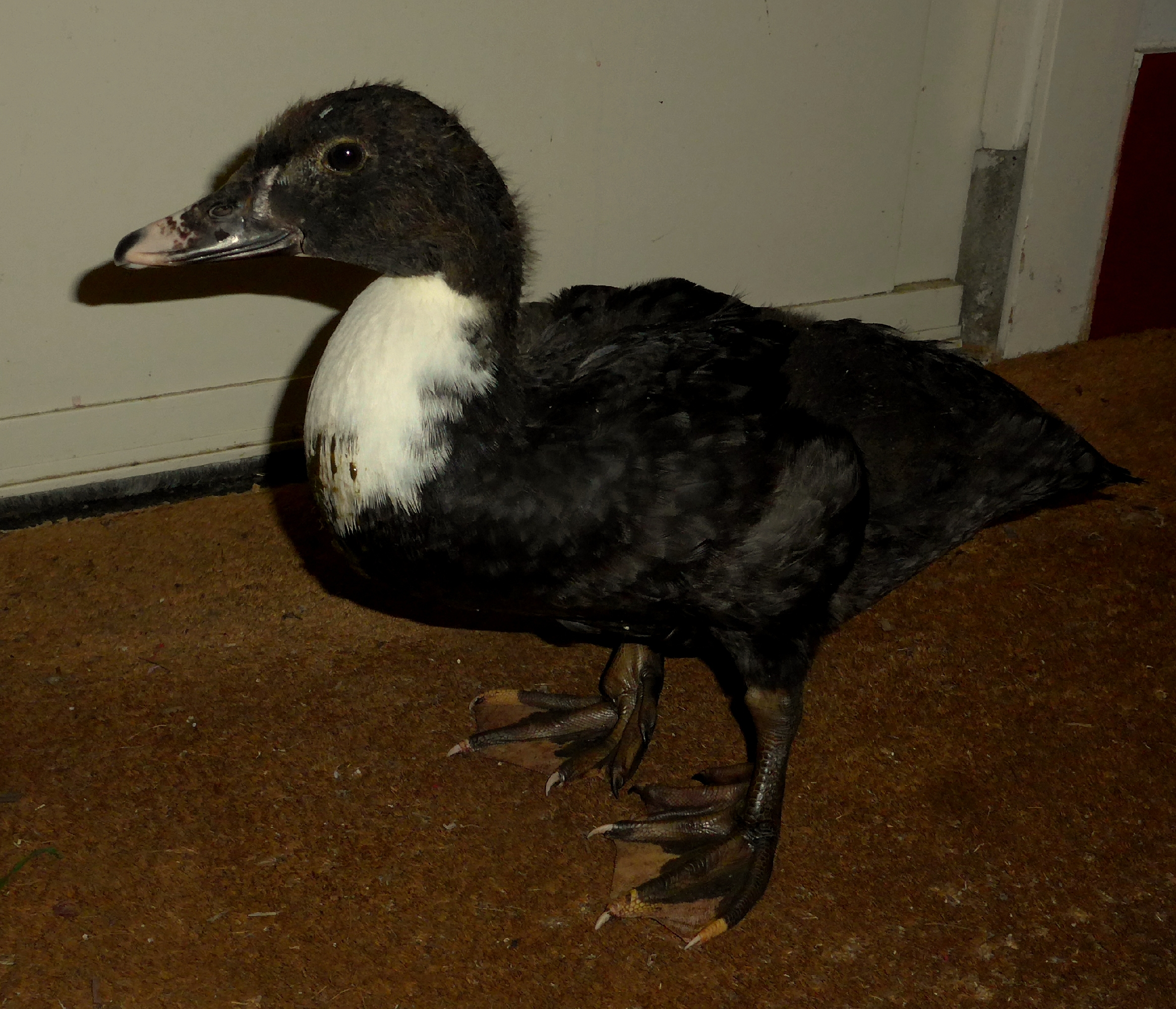
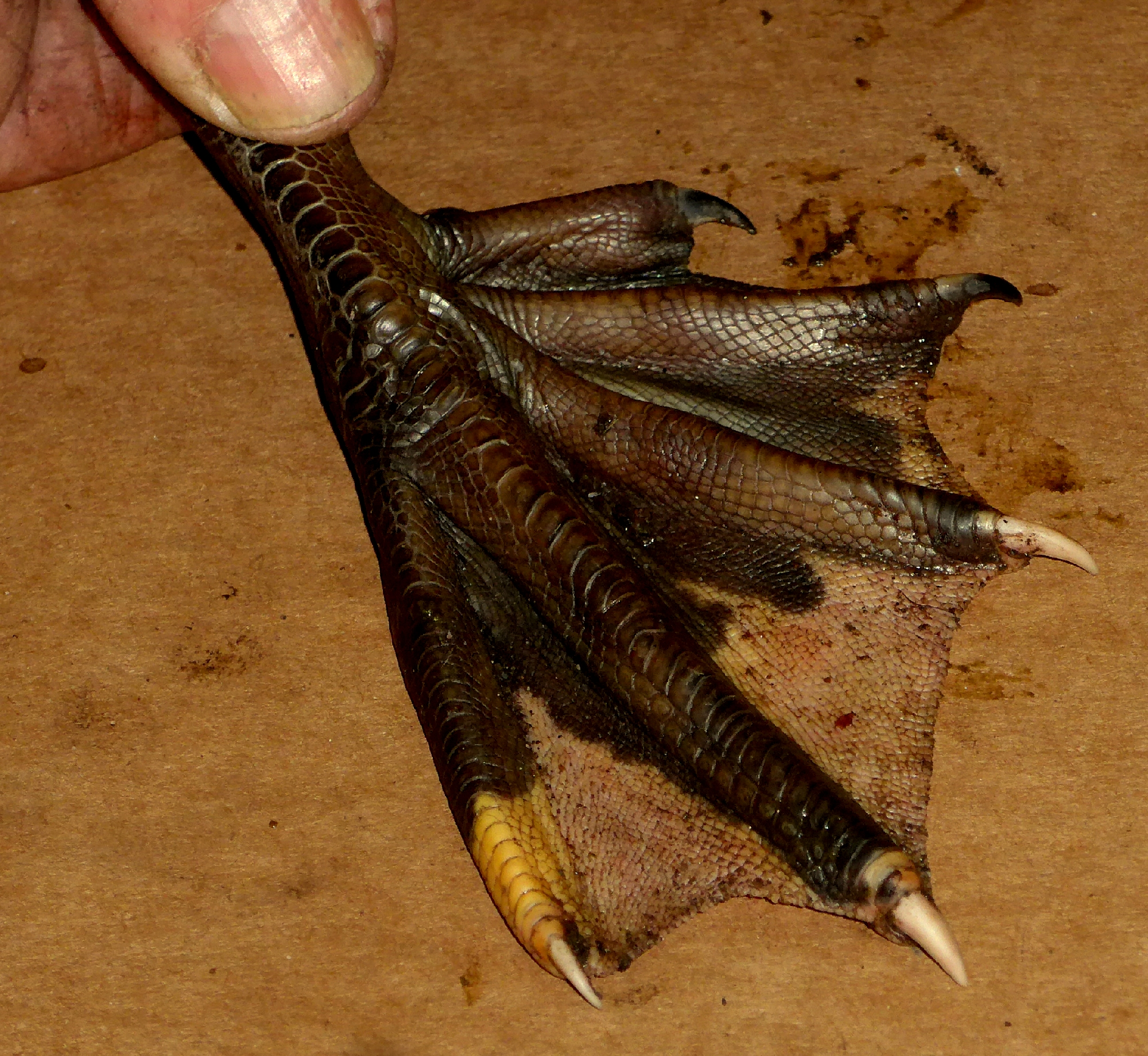